# Patrick Hughes (Künstler)
Patrick Hughes (bürgerlicher Name: Peter David Hughes; * 20. Oktober 1939 in Birmingham) ist ein britischer bildender Künstler.

## Leben

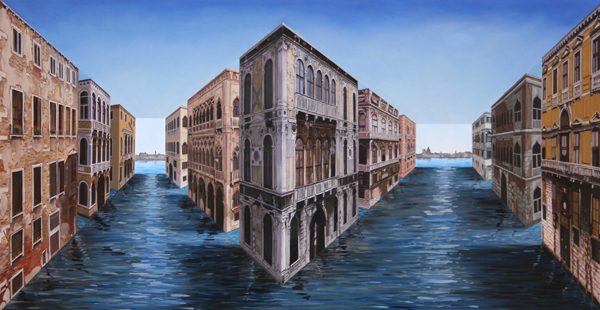
Patrick Hughes: Vanishing Venice (2007)

Patrick Hughes wuchs zunächst in Hayes in Middlesex und später in Hull auf, wo er seine Schulzeit absolvierte. Sein Prüfungsfach an der Grammar School in Hull war Kunst. Anschließend ging er nach London und arbeitete dort als Schaufensterdekorateur und Verkäufer in einem Bekleidungsgeschäft im Stadtteil West End. In seiner Freizeit besuchte Hughes die nahe gelegenen Galerien und kam so in Kontakt mit Werken von René Magritte, Marcel Duchamp und Paul Klee, zudem lernte er auch die zeitgenössische Kunstszene kennen. Er begegnete seiner ersten Frau Rennie Paterson, damals Kunststudentin in Reading. Das Paar, das bald nacheinander drei Söhne bekam, zog zu Rennies Eltern in die Nähe von Leeds.
Ab 1959 studierte er am James Graham Day College in Leeds. Nach Abschluss seines Studiums war er in Leeds als Lehrer am College of Art tätig. Später beendete er diese Tätigkeit, um freischaffender Künstler zu werden. Seine frühesten Arbeiten entstanden bereits in den 1950er-Jahren. Seine erste Ausstellung hatte er im Jahr 1961. Künstlerisch gilt er als ein Vorläufer der Op-Art.
Bekannt geworden ist Hughes mit einer künstlerischen Technik, die er selbst entwickelt hat und die er als reverse perspective (englisch: „umgekehrte Perspektive“) oder abgekürzt als reverspective bezeichnet: Gemälde, Collagen und Multiples, deren dreidimensional gestalteter Grund reliefartig in der Form mehrerer Pyramidenstümpfe in den Raum hinein ragt, so dass beim Betrachter eine optische Täuschung entsteht. Die Teile des Bildes, die dem Auge als am weitesten entfernt erscheinen, ragen tatsächlich aus dem Bild hervor und befinden sich somit am nächsten zum Betrachter. Bei noch größerem Abstand zum Bild verkehrt sich dieser Eindruck wiederum in sein Gegenteil. Mit dieser paradoxen Technik gestaltet Hughes zumeist überraschende Motive von menschenleeren Gebäuden und verschiedenen Gegenständen in der Tradition der surrealen Kunst, wie insbesondere der Arbeiten von René Magritte, Max Ernst und Salvador Dalí. Häufig sind Darstellungen von Bücherstapeln oder Bücherregalen. Die Motive von Arkaden und Häuserzeilen lehnen sich auch an bekannte Werke aus der Kunstgeschichte an.
Mit den ungewöhnlichen Perspektiven verarbeitet Hughes eigenen Angaben zufolge seine traumatischen Erfahrungen als Kind, als er während des Zweiten Weltkriegs in einem Verschlag unter der Treppe ausharren musste, bis die Bombardements der deutschen Luftwaffe vorbei waren. „Dort lag ich und besah die Treppe von unten, wie sie in der Aufsicht von unten genau entgegengesetzt verlief“, erzählte er im Januar 2020 anlässlich einer Ausstellung zu seinem 80. Geburtstag in Köln. Die Reverspectives veranschaulichen auch ein Symptom, das bei Patienten auftritt, die an Schizophrenie erkrankt sind. Ihre Wahrnehmung ist soweit eingeschränkt, dass sie das Vexierbild mit dem Perspektivenwechsel nicht erkennen können.
Hughes’ Werke sind vielfach an öffentlichen Orten installiert, so beispielsweise im Empfangsbereich der Deutschen Nationalbibliothek in Frankfurt am Main, in der British Library in London oder in der Tate Gallery.
Patrick Hughes war mehrfach verheiratet, die jüngste Ehe schloss er mit der britischen Historikerin Diane Atkinson. Er hat mehrere Kinder. Er lebt und arbeitet in London.